# Laocoonte (El Greco)
Laocoonte  es un lienzo de Doménikos Theotocópuli, el Greco. En el primer inventario de bienes, realizado después de la muerte del Greco —en 1614— constan un cuadro grande y dos de pequeños sobre este tema, mientras que en el segundo inventario —de 1621— figuran tres cuadros grandes. Por sus medidas, quizás el presente lienzo sea una de las dos pinturas pequeñas del inventario de 1614.

## Introducción
La pintura mitológica era una rareza en la España del siglo XVI y principios del siglo XVII, siendo el presente lienzo el único del Greco —dentro de este género pictórico— que ha llegado hasta la actualidad. Es una de las últimas obras del pintor, quien la debió dejar inconclusa a su muerte, por lo que tal vez colaboró en ella su hijo Jorge Manuel.

## Tema de la obra
Este lienzo representa un tema de la Ilíada, que relata el castigo sufrido por el sacerdote y adivino Laocoonte, quien trataba de evitar que los troyanos introdujeran el caballo de Troya en su ciudad. Surgieron del mar unas serpientes que mataron a Laocoonte y a sus dos hijos. El descubrimiento en Roma en 1506 del grupo escultórico Laocoonte y sus hijos, tuvo gran repercusión en aquella época, y es muy posible que el Greco lo estudiara durante su estancia en dicha ciudad. Además de los personajes pertenecientes al mito, el pintor representó a la derecha de la composición otras dos figuras cuya identidad es dudosa.

## Análisis de la obra

### Datos técnicos y registrales
- Washington, Galería Nacional de Arte (Accession Number 1946.18.1)
- Pintura al óleo sobre lienzo;
- Dimensiones: 142 x 193 cm, según Wethey[6] (137.5 × 172.5 cm, según la Galería  Nacional de Arte);[7]
- Datación: ca,1610-1614;
- Catalogado por Wethey con el n º.127 y por Tizana Frati con la referencia 166.[8]

### Descripción de la obra
En primer plano, a la izquierda y en el centro, los tres personajes del mito —desnudos— son atacados por dos serpientes. Laocoonte y uno de sus hijos luchan con ellas, a punto de ser mordidos, mientras el otro hijo yace ya muerto. A la derecha —también desnudos— contemplan la escena dos personajes, que parecen levitar en lugar de posarse sobre el suelo. Uno de ellos levanta su mano izquierda, realizando un gesto con los dedos.
En varios de estos personajes se repiten rasgos de figuras de otras obras del Greco: el rostro de Laocoonte es el mismo que el de San Pedro; el personaje que está de espaldas recuerda uno en el fondo de El martirio de San Mauricio, y el hijo que yace en el suelo guarda relación con el esclavo pintado por Tintoretto en San Marcos liberando al esclavo. Por otra parte, algunas figuras recuerdan a las de un grupo de esculturas llamado los Pequeños bárbaros: en concreto, la postura de Laocoonte parece la del Galo caído —Museo Arqueológico de Venecia— y la del hijo muerto recuerda a la del Gigante caído del Museo Arqueológico Nacional de Nápoles. Es dudosa la identidad de las dos figuras del lado derecho: se ha propuesto que podrían representar a Adán y Eva, Dido y Eneas, Epimeteo y Pandora, Apolo, Artemisa, Atenea, Poseidón, Casandra, Paris o Helena. Tras una limpieza del cuadro —en 1955-56— quedaron al descubierto una pierna y una cabeza, vuelta hacia la derecha. Tal vez se trate de un tercer personaje que no fue terminado, o bien de un arrepentimiento del pintor.
En la zona media, uno de los mejores paisajes del Greco, representa Toledo en vez de Troya, quizá debido a una tradición según la cual Toledo había sido fundada por Telemón y Bruto, dos ciudadanos romanos, supuestamente descendientes de troyanos. En el centro, un caballo avanza hacia la Puerta Nueva de Bisagra. La zona alta está ocupada por un de los más hermosos celajes pintados por el Greco.

## Significado
Existen varias interpretaciones acerca de lo que quiso plasmar el Greco en esta obra. Una de ellas estima que su objetivo fue simbolizar el combate del hombre contra el mal. También se ha sugerido habría querido plasmar —como una metáfora— la condena  que sufrió el arzobispo Bartolomé de Carranza por parte de la Inquisición. Otra posibilidad es la de que el artista hubiera querido superar al arte de la escultura a través de su pintura, una cuestión muy popular en su época, conocido como paragone.

## Procedencia
- Probablemente en posesión del Greco cuando acaeció su fallecimiento;
- A Jorge Manuel Theotocópuli, en 1621;
- Al Infante Antonio de Orleans, duque de Montpensier, en Sevilla;
- Por herencia, a su hijo, el Infante Antonio de Orleans y Borbón, duque de Galliera, Sanlúcar de Barrameda, Cádiz;
- Durand-Ruel, París, hacia 1910;
- Paul Cassirer, Berlín, octubre 1915;
- Al pianista Edwin Fischer, Basilea y Berlín, año 1923;
- Eleanora Irme von Jeszenski von Mendelssohn, Berlín, divorciada de Fischer en 1925;
- Príncipe Pablo de Yugoslavia, Belgrado, Johannesburgo, y Paris, mayo 1934;
- M. Knoedler and Co., Londres, París, y New York;
- Vendido en febrero de 1946 a la Samuel Henry Kress Foundation, New York;
- Donado por S. H. Kress en 1946 a la Galería Nacional de Arte de Washington.[19]